# Christian Welp
Christian Welp, né le 2 janvier 1964 à Delmenhorst et mort le 1er mars 2015, est un joueur allemand de basket-ball.

## Clubs successifs
- 1987-1989 :  76ers de Philadelphie
- 1989-1990 :  Spurs de San Antonio
- 1990 :  Warriors de Golden State
- 1991-1996 :  Bayer Giants Leverkusen
- 1996-1997 :  Olympiakos
- 1997-1998 :  ALBA Berlin
- 1998-1999 :  Viola Reggio de Calabre

## Palmarès

### Sélection nationale
- Championnats d'Europe 1993,  Allemagne
  -  Médaille d'or

### Distinctions personnelles
- MVP de l'Eurobasket 1993
- Sélectionné en 16e position par les  76ers de Philadelphie lors de la Draft 1987 de la NBA